# Vasilij Aleksejev
Vasilij Ivanovitj Aleksejev (ryska: Василий Иванович Алексеев), född 7 januari 1942 i byn Pokrovo-Sjisjkino i Rjazan oblast i Sovjetunionen (nu Ryssland), död 25 november 2011 i München i Tyskland, var en sovjetisk tyngdlyftare som tog två olympiska guld och satte 80 världsrekord.
Aleksejev som först arbetade som gruvingenjör började träna tyngdlyftning som artonåring. Genombrottet kom 1970 när han satte sina första världsrekord i supertungvikt (+110 kg) med 595 kg totalt. Kort därefter blev han den förste i världen att lyfta 600 kg totalt. Detta var innan pressmomentet försvann inom den olympiska tyngdlyftningen. I olympiska sommarspelen 1972 i München tog han sitt första OS-guld. Aleksejev, som ofta kallades "världens starkaste man" dominerade helt sin viktklass under sjuttiotalet. Han tog två OS-guld, åtta VM-guld och satte 80 världsrekord. Ett av de mest minnesvärda ögonblicken var när han tog sitt andra OS-guld i Montréal 1976. I sin andra stöt klarade han 255 kg och tog då tillbaka världsrekordet från silvermedaljören Gerd Bonk, DDR.
Aleksejevs sista tävling blev olympiska sommarspelen 1980 i Moskva. Efter ett långt tävlingsuppehåll på grund av skador, missade han alla tre försök på ingångsvikten 185 kg i ryck. Aleksejev blev resultatlös och det osannolika hände att hemmapubliken buade åt nationalhjälten. De bästa resultat han nådde i sin karriär var:
- Ryck: 190 kg
- Stöt: 256 kg (världsrekord)
- Totalt (ryck och stöt) 445 kg (världsrekord)

Officiella grenar t o m 1972:
- Press 236,5 kg (slutligt världsrekord)
- Totalt (press, ryck och stöt) 645 kg (slutligt världsrekord)

År 1981 miste Aleksejev sina sista världsrekord till Vladimir Martjuk (stöt 257,5 kg) och Anatolij Pisarenko (totalt 447,5 kg).
Vasilij Aleksejev var coach för det ryska landslaget i tyngdlyftning mellan 1990 och 1992. Han har belönats med de flesta hedersutmärkelserna inom sovjetisk och rysk idrott. Aleksejev avled den 25 november 2011 på en klinik i Tyskland, där han vårdades för svåra hjärtproblem.